# Нечипоренко Валерій Петрович
Валерій Петрович Нечипоренко (30 серпня 1955 — 27 березня 2011) — український журналіст і письменник, заступник генерального директора УНІАН. Заслужений журналіст України.

## Біографія
Валерій Нечипоренко народився 30 серпня 1955 року в місті Коростені на Житомирщині. Закінчив фізико-математичний факультет Житомирського педагогічного інституту, працював шкільним вчителем у селі Сушки Коростенського району Житомирської області, інструктором райкому комсомолу. Став активним журналістом-позаштатником, друкувався у місцевий та столичній пресі.
Працюючи спеціальним кореспондентом обласної газети Радянська Житомирщина, у травні 1986 року побував на ліквідації наслідків Чорнобильської катастрофи.
Отримав другу вищу освіту на факультеті журналістики Київської вищої партійної школи (зараз — Академія державного управління при Президентові України).
Працював головним редактором газети «Житомирський вісник», відповідальним секретарем української редакції газети «Фінансова Україна», редактором відділу науки газети «День», редактором відділу міського життя газети «Всеукраїнські відомості», у 1998 році створив і редагував всеукраїнську газету «Індустрія».
З лютого 1999 року був заступником генерального директора УНІАН.
З 1988-го по 1999 рік видав 14 художніх і науково-популярних книжок, перекладався англійською, японською, польською та іншими мовами. Лауреат премії Спілки письменників за найкраще оповідання 1996 року.
Автор ідеї Коростенського фестивалю дерунів, ініціатор і промоутер літературного фестивалю Просто так. Як прозаїк Нечипоренко дебютував у 1983 році оповіданням «Жіноча інтуїція» у часописі «Вітчизна».
Автор сатиричних оповідань «Дивні люди», роману «Сердите покоління», збірки «Вечірня прогулянка на старому велосипеді» (повісті та роман), книги епіграм «Півтори тисячі слів». За оповідання відзначений премією імені Юрія Яновського 1996 року та премією видавничого дому «Альтернативи» 1998 року.
Помер у Києві 27 березня 2011 від хвороби нирок.
Родиною та друзями Валерія Нечипоренка посмертно видана книга «Завиграшки».
У Коростені відкрито меморіальну дошку Валерія Нечипоренка.